# Pterois paucispinula
Pterois paucispinula là một loài cá biển thuộc chi Pterois trong họ Cá mù làn. Loài này được mô tả lần đầu tiên vào năm 2014.

## Từ nguyên
Từ định danh paucispinula được ghép bởi hai âm tiết trong tiếng Latinh: tiền tố pauci (“một ít, vài”) và spinula (“gai, ngạnh”), hàm ý đề cập đến số lượng gai trên vảy lược ở đầu và thân của loài cá này ít hơn so với đồng loại Pterois mombasae.

## Phân bố
P. paucispinula có phân bố tập trung ở Tây Thái Bình Dương, mới được tách ra từ P. mombasae (hiện chỉ giới hạn ở Ấn Độ Dương) gần đây. Hiện loài này được biết đến ở Trung Nhật Bản, đảo Đài Loan, bãi Macclesfield, quần đảo Sulu (Philippines), quần đảo Solomon, đảo Futuna (Wallis và Futuna), bờ tây bắc Úc.
Naranji và cộng sự (2016) ghi nhận P. paucispinula ở vùng biển Ấn Độ, nhưng khả năng cao đó là P. mombasae, theo hai tác giả của P. paucispinula. Matsunuma và Motomura (2018) đã ghi nhận P. paucispinula ở đảo Moorea (quần đảo Société), góp phần mở rộng phạm vi của loài này về phía đông.
P. paucispinula sống trên các rạn san hô và đá, độ sâu đến ít nhất là 440 m.

## Mô tả
Chiều dài cơ thể lớn nhất được ghi nhận ở P. paucispinula là 14,4 cm. Ngoài khác biệt kể trên (đã đề cập ở mục Từ nguyên), so với P. mombasae, P. paucispinula có ít tia vây ngực hơn và các gai vây lưng tương đối dài hơn. Hơn nữa, phân tích di truyền cho thấy mức độ khác biệt đáng kể giữa P. mombasae và P. paucispinula, đủ khẳng định đây là hai loài hợp lệ.
P. mombasae ở Sri Lanka tương tự như P. paucispinula ở đặc điểm thường có 18 tia vây ngực và các gai vây lưng tương đối dài. Số lượng tia vây ngực thường được coi là đặc điểm nhận dạng hữu ích đối với một số loài phân họ Pteroinae, còn chiều dài gai vây lưng thay đổi tùy theo loài và quần thể. Tuy vậy, các đặc điểm còn lại của P. mombasae Sri Lanka đều khớp với P. mombasae ở những nơi khác, do đó quần thể Sri Lanka được xem như một biến thể địa lý ở P. mombasae. Ngoài ra, các mẫu vật thu thập ở phạm vi phía đông, là ranh giới giữa Ấn Độ Dương và Thái Bình Dương, mang đặc điểm trung gian giữa P. mombasae và P. paucispinula, cần được kiểm tra chi tiết hơn, bao gồm cả việc phân loại về mặt di truyền học.
Số gai vây lưng: 13; Số tia vây lưng: 10–11; Số gai vây hậu môn: 3; Số tia vây hậu môn: 6; Số gai vây bụng: 1; Số tia vây bụng: 5; Số tia vây ngực: 17–19.

## Thương mại
P. paucispinula là loài cá cảnh khá phổ biến.